# Изброимо множество
Изброимо множество е всяко крайно множество, както и всяко  множество (безкрайно), от което съществува биекция в множеството на естествените числа.
Казано по друг начин – всяко множество, от което съществува инекция в множеството на естествените числа е изброимо. Ако съществува биекция (т.е. такава инекция, която е и сюрекция), то множеството е безкрайно изброимо, а ако няма биекция (а само инекция) — крайно (изброимо) множество. Казано с други думи: едно множество е изброимо тогава и само тогава, когато има мощност (кардиналност) ненадминаваща мощността на множеството на естествените числа {\displaystyle \aleph _{0}}.
Горното определение включва както крайни, така и безкрайни множества, т.е. множества равномощни на някое подмножество на естествените числа. Съществуват проблеми с терминологията за „изброимостта“. Някои автори наричат изброими само безкрайните множества от горния вид. За избягване на колизии обикновено безкрайните се наричат изброимо безкрайни, а общото название за горните множества (крайни и безкрайни) е най-много изброими. Безкрайни множества с кардиналност надминаваща тази на естествените числа се наричат неизброими или неизброимо безкрайни.